# عيهلان
العيهلان أو القصباء (الاسم العلمي Teucrium oliverianum)، تحت شجيرة وعشب موطنه شبه الجزيرة العربية. وله أفرع قائمة طويلة ويصل ارتفاعه حتى 40 – 70 سم ويشبه
الشجيرة القصيرة. والأوراق دائمة الخضرة إلى شبه دائمة الخضرة. وسطح الورقة العلوي أخضر وسطحها السفلي أخضر
زيتوني. والأوراق مثلثية كاملة الحافة ومتقابلة. وتظهر الأزهار في الربيع باللون الأزرق البنفسجي الجميل وهي ذات
أسدية طويلة. وهذه الصفة للأزهار مع شكل النبات يجعل منه نبات زينة جاذباً. والثمرة عبارة عن بندقة صغيرة.
ويتم الإكثار بزراعة البذرة مباشرة. والنبات غير محب للملوحة لكنه متأقلم جيد مع ظروف الصحراء وتناسبه الترب
الرملية، أو الطمية أو الصخرية. ليس للنبات متطلبات ري معينة ولكن الري يحسن من النمو والإزهار. والتقليم
يجعل شكل النبات أكثر كثافة.